# Społeczna szkodliwość czynu
Społeczna szkodliwość czynu – jeden z podstawowych elementów dogmatycznej struktury przestępstwa oznaczający, iż dany czyn jest społecznie niepożądany (karygodny). Dawniej, w dogmatyce niemieckiej, zwana była też materialną bezprawnością, a pod rządami Kodeksu karnego z 1969 roku społecznym niebezpieczeństwem czynu.

## Elementy
Społeczna szkodliwość czynu jest stopniowalna, a ocena jej stopnia należy do sądu. Aby mówić o przestępstwie, społeczna szkodliwość musi być większa niż znikoma (nullum crimen sine damno sociali magis quam minimo – nie ma przestępstwa bez społecznej szkodliwości w stopniu większym od znikomego, co wyraża art. 1 § 2 k.k.). Brak jednak wyraźnych wskazówek, w jaki sposób stopniować społeczną szkodliwość. Sąd bierze pod uwagę (art. 115 § 2 k.k.):
- elementy przedmiotowe:
  - rodzaj i charakter naruszonego dobra
  - rozmiar wyrządzonej lub grożącej szkody
  - sposób i okoliczności popełnienia czynu
  - wagę naruszonych przez sprawcę obowiązków
- elementy podmiotowe:
  - postać zamiaru
  - motywację sprawcy
  - rodzaj naruszonych reguł ostrożności i stopień ich naruszenia.

## Koncepcje
- Koncepcja przedmiotowa (uwzględnia się tylko elementy dotyczące samego czynu)
- Koncepcja całościowa (uwzględnia elementy podmiotowe, przedmiotowe i wszystko, co dotyczy sprawcy, np. sposób dotychczasowego życia)
- Koncepcja przedmiotowo-podmiotowa (kompleksowa) – uwzględnia elementy podmiotowe i przedmiotowe, ale nie obejmuje w pełni osoby sprawcy (uznaje, że np. sposób życia przed popełnieniem czynu nie wpływa na większą bądź mniejszą społeczną szkodliwość samego czynu).

Polski Kodeks karny z 1997 roku przyjął koncepcję kompleksową; nie podając zarazem definicji pojęcia społecznej szkodliwości. Warunkiem ewentualnego umorzenia postępowania jest wymaganie, aby stopień społecznej szkodliwości był znikomy, zgodnie z art. 17 § 1 pkt 3 KPK. Wpływ stopnia społecznej szkodliwości ma znaczenie nie tylko w przypadku instytucji warunkowego zawieszenia postępowania, ale także podczas orzekania zastosowania środka karnego zamiast kary (wymagane jest, aby stopień społecznej szkodliwości nie był „znaczny”) – art. 53 § 1, 59, 66 Kodeksu karnego.